# Ultima GTR
Ultima GTR je sportovní automobil vyráběný anglickou firmou Ultima Sports Ltd. v Hinckley, Leicestershire.
Je dostupná jako kit i jako „turnkey“ (smontovaná v továrně, ale neregistrovaná pro silniční provoz). Uspořádání je motor uprostřed, náhon na zadní nápravu, s ocelovým rámem a GRP karoserií. Dostupná je i verze nazvaná Ultima Can-Am. Kit stavebnici je možné osadit různými motory, ale motory Chevrolet small block V8 dodávané American Speed společně s Porsche, nebo Getrag v transaxle (náprava obsahující převodovku – spojku – diferenciálem v jedné skříni) jsou továrnou doporučený standard. Toto uspořádání je u všech modelů na klíč. Nedávno Ultima zaměřila své marketingové úsilí na získávání rekordů s modelem Ultima GTR640 s motorem, který dodává firma American Speed a nese označení Ultima GTR640 (osmiválec 6 277 cm³, 640 koní při 6 500 ot./min, 760 Nm při 5 000 ot./min) a následovně potom s verzí GTR720 (osmiválec 6 653 cm³, který má 720 koní při 6 400 ot./min a 790 Nm při 4 800 ot./min)
| Typ    | 0–100 km/h | 0–160 km/h | 160–0 km/h | 0–160–0 km/h | 1/4 míle |
| GTR640 | 2,8        | 5,9        | 3,9        | 10,3         | x        |
| GTR720 | 2,6        | 5,3        | 3,6        | 9,4          | 9,9      |

- Nejlepší výkon na kruhové dráze 1,176 g[ujasnit]